# Carlisle II
Le Carlisle II est le plus ancien des deux seuls exemples opérationnels d'un navire de la flotte des moustiques de Puget Sound. (L'autre est le bateau à vapeur Virginia V de 1922.) Ils faisaient autrefois partie d'une grande flotte de petits navires de transport de passagers et de marchandises qui reliaient les îles et les ports de Puget Sound dans l'État de Washington à la fin du XIXe et au début du XXe siècle.

## Historique
Carlisle II a été construit à Bellingham en 1917 par Lummi Island Navigation Company, et a d'abord transporté du fret et des passagers entre Bellingham et la conserverie de saumon de la Carlisle Packing Company sur l'île Lummi. La puissance d'origine provenait d'un moteur à huile marine à usage intensif Fairbanks Morse de type "C-O". Il s'agissait d'un moteur à boule chaude (ou "semi-diesel") d'une puissance de 75 chevaux à 340 tr/min.
En 1923, il a été reconstruit comme un car-ferry et a navigué de Gooseberry Point aux îles Lummi et Orcas.
Horluck Transportation Co., dirigée par le capitaine Willis Nearhoff, a acheté le Carlisle II en 1936 et l'a reconverti en navire à passagers pour le court trajet entre Bremerton et Port Orchard à travers Sinclair Inlet (en). Le service a été fortement utilisé pendant les années de guerre par le personnel se rendant au chantier naval de Puget Sound à Bremerton. Finalement, la fille de M. Nearhoff, Mary Lieske, est devenue directrice puis propriétaire de l'entreprise. Elle aurait également été la première femme capitaine de ferry.
L'homme d'affaires de Seattle Hilton Smith a racheté la société Horluck en 1995 et a investi près de 300 000 $ dans les réparations et les mises à niveau de Carlisle II. En 2008, Kitsap Transit (en) a acheté Carlisle II et continue de l'utiliser au besoin sur le trajet Bremerton-Port Orchard.

## Statut actuel
Carlisle II est toujours en activité aujourd'hui, offrant un service régulier de passagers piétons entre Bremerton et Port Orchard. Il a été désigné « musée flottant » par la Commission des sciences humaines de Washington, et son intérieur est décoré de nombreuses photos et informations sur la flotte de moustiques.

## Galerie

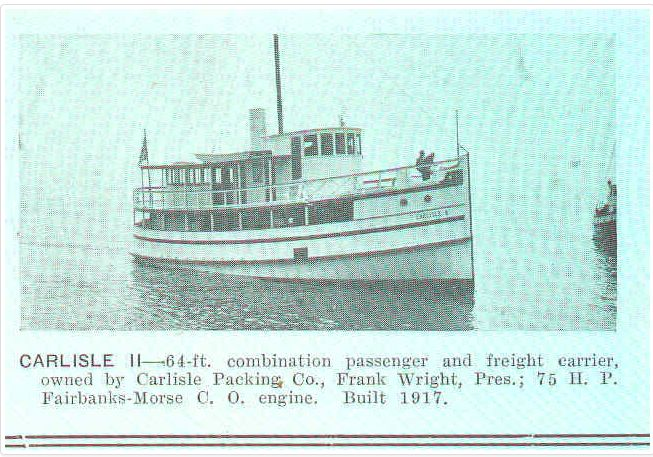
Carlisle II en 1919
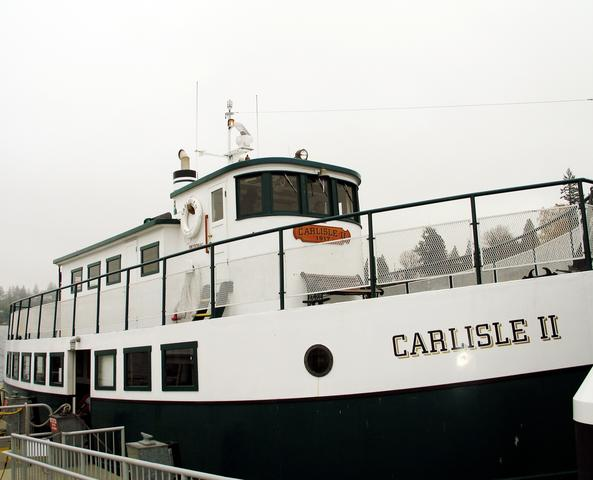
Carlisle Ii à Puget Sound